# Jesús Alfredo Guzmán Salazar
Jesús Alfredo Guzmán Salazar (Zapopan, Jalisco, 17 de mayo de 1986) es un narcotraficante mexicano. Es hijo del preso narcotraficante y exlíder del Cártel de Sinaloa Joaquín "El Chapo" Guzmán. El 13 de septiembre de 2018 fue incluido en la lista de los diez más buscados por la DEA.

## Biografía
Alfredo Guzmán Salazar nació en 1986 en el municipio de Zapopan, Jalisco. Es hijo de María Alejandrina Salazar Hernández, la primera esposa que tuvo “El Chapo” Guzmán, y con quien también procreó a su hermano Iván Archivaldo Guzmán Salazar, “El Chapito". Es conocido igualmente por su apodo Alfredillo. También es conocido por supuestamente llevar el control del Cártel de Sinaloa, organización a la cual también pertenecía su padre antes de ser capturado por la Marina en 2016.

## Secuestro sufrido en 2016
El 15 de agosto de 2016 fue secuestrado por presuntos miembros del Cártel de Jalisco Nueva Generación (CJNG), junto con su hermano Iván Archivaldo Guzmán Salazar y otras cuatro personas. El secuestro ocurrió a la una de la mañana del lunes 15 de agosto, en el exclusivo restaurante La Leche, ubicado en una de las zonas más concurridas de Puerto Vallarta.
El 22 de agosto, familiares de Joaquín Guzmán Loera y fuentes de la Administración para el Control de Drogas (DEA) confirmaron que ya estaban libres los hijos del Chapo junto con las otras cuatro personas que habían sido secuestradas.